# Liste der Stolpersteine in Crimmitschau
Die Liste der Stolpersteine in Crimmitschau enthält die Stolpersteine, die im Rahmen des gleichnamigen Kunst-Projekts von Gunter Demnig in Crimmitschau verlegt wurden. Mit ihnen soll an die Opfer des Nationalsozialismus erinnert werden, die in Crimmitschau lebten und wirkten. Am 8. September 2014 wurden in Crimmitschau neun Stolpersteine verlegt.

## Liste der Stolpersteine
| Adresse                      | Bild                                                              | Person, Inschrift | Verlegedatum | Anmerkung   |
| ---------------------------- | ----------------------------------------------------------------- | --- | ------------ | ----------- |
| Friedrich-August-Straße 16 · | Stolperstein für Laura Hertmann (Friedrich-August-Straße 16)      | Hier wohnte Laura Hertmann geb. Bergson Jg. 1859 Zwangsumzug 1941 Ghettohaus Plauen deportiert 1943 Theresienstadt ermordet 8.4.1943   | 8. Sep. 2014 | [ 1 ]       |
| Friedrich-August-Straße 16 · | Stolperstein für Anna-Marie Roessler (Friedrich-August-Straße 16) | Anna-Marie Roessler geb. Hertmann Jg. 1892 Zwangsumzug 1942 Ghettohaus Plauen deportiert 1944 Theresienstadt befreit/überlebt          | 8. Sep. 2014 |             |
| Friedrich-August-Straße 16 · | Stolperstein für Ingeborg Roessler (Friedrich-August-Straße 16)   | Ingeborg Roessler Jg. 1918 Zwangsarbeit Schicksal unbekannt                                                                            | 8. Sep. 2014 |             |
| Friedrich-August-Straße 16 · | Stolperstein für Karl-Georg Roessler (Friedrich-August-Straße 16) | Karl-Georg Roessler Jg. 1923 Zwangsumzug 1943 Ghettohaus Plauen deportiert 1944 Lager Valognes 1945 Zuchthaus Zwickau befreit/überlebt | 8. Sep. 2014 | [ 2 ] [ 3 ] |
| Herrengasse 10 ·             | Stolperstein für Frida Haurwitz (Herrengasse 10)                  | Hier wohnte Frida Haurwitz geb. Arndtheim Jg. 1886 deportiert 1942 Riga ermordet 13.1.1942                                             | 8. Sep. 2014 | [ 4 ]       |
| Herrengasse 10 ·             | Stolperstein für Hedwig Pinthus (Herrengasse 10)                  | Hier wohnte Hedwig Pinthus geb. Arndtheim Jg. 1882 Flucht nach Holland Schicksal unbekannt                                             | 8. Sep. 2014 | [ 5 ]       |
| Herrengasse 10 ·             | Stolperstein für Ludwig Haurwitz (Herrengasse 10)                 | Hier wohnte Ludwig Haurwitz Jg. 1875 deportiert 1942 Riga ermordet 13.1.1942                                                           | 8. Sep. 2014 | [ 6 ]       |
| Leipziger Straße 25 ·        | Stolperstein für Irma Himmelweit (Leipziger Straße 25)            | Hier wohnte Irma Himmelweit Jg. 1914 deportiert 1941 Lodz/Litzmannstadt ermordet 4.5.1942 Chelmno/Kulmhof                              | 8. Sep. 2014 | [ 7 ]       |
| Silberstraße 58 ·            | Stolperstein für Lisbeth Heidemann (Silberstraße 58)              | Hier wohnte Lisbeth Heidemann geb. Danzinger Jg. 1889 deportiert 1943 ermordet in Auschwitz                                            | 8. Sep. 2014 | [ 8 ]       |